# Mercedes-Benz W111

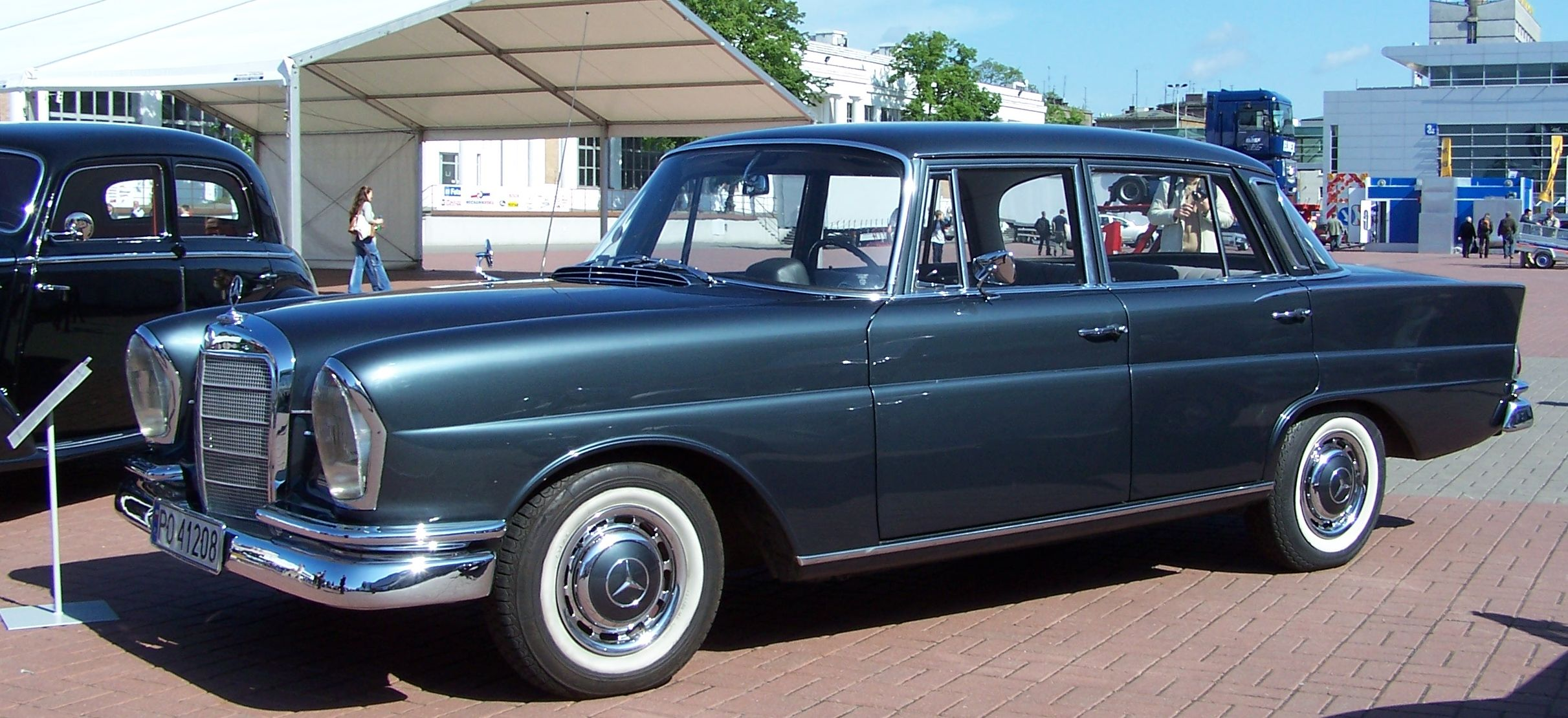
Mercedes-Benz 220Sb (W111, seria I)

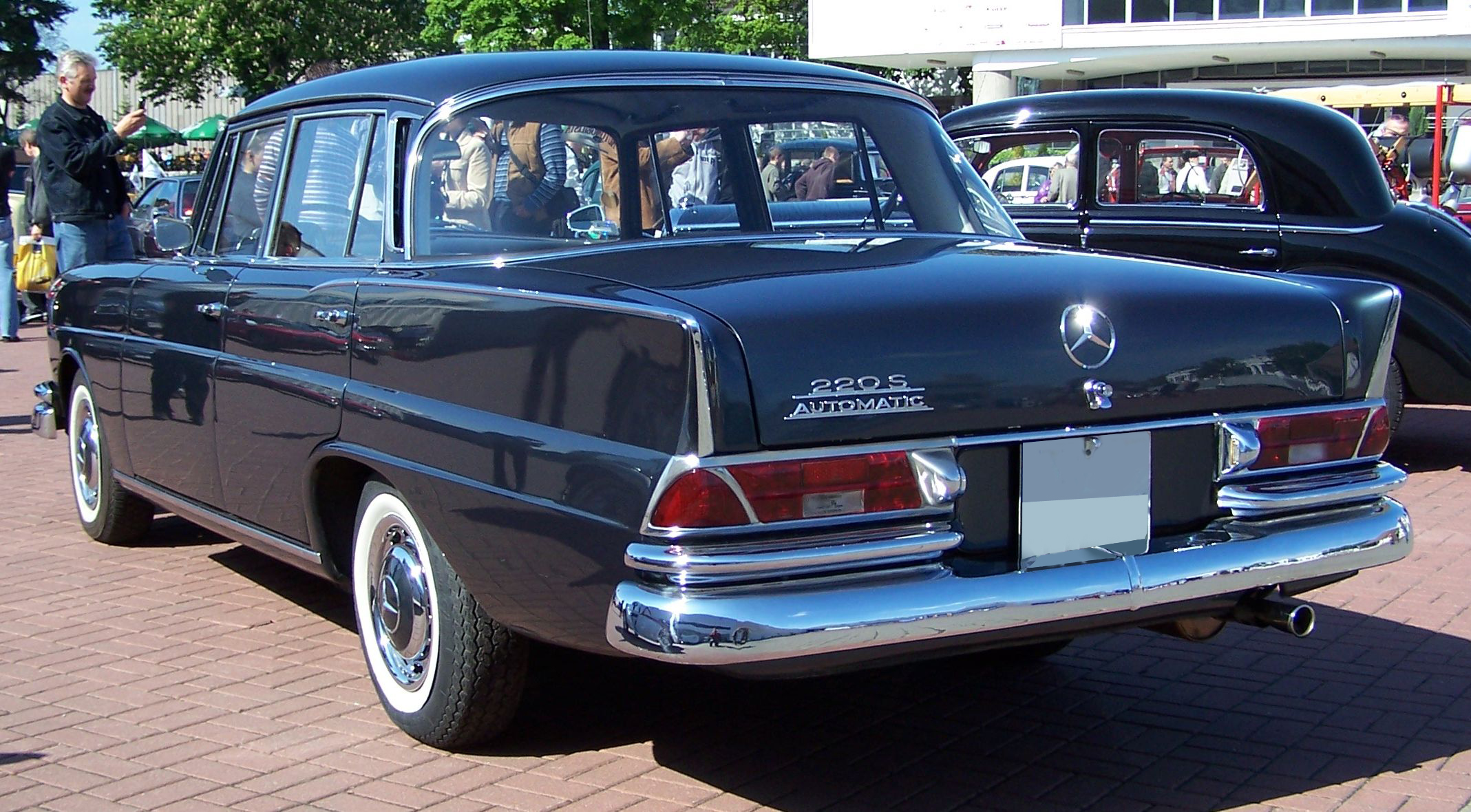
Mercedes-Benz 220Sb (W111, seria I)

Mercedes-Benz W111 – generacja limuzyn klasy luksusowej, zaprezentowana na salonie samochodowym we Frankfurcie w 1959 roku. Niedługo potem zadebiutowały modele W112 i W110, oparte na podobnych rozwiązaniach konstrukcyjnych i stylistycznych.

## Opis modelu

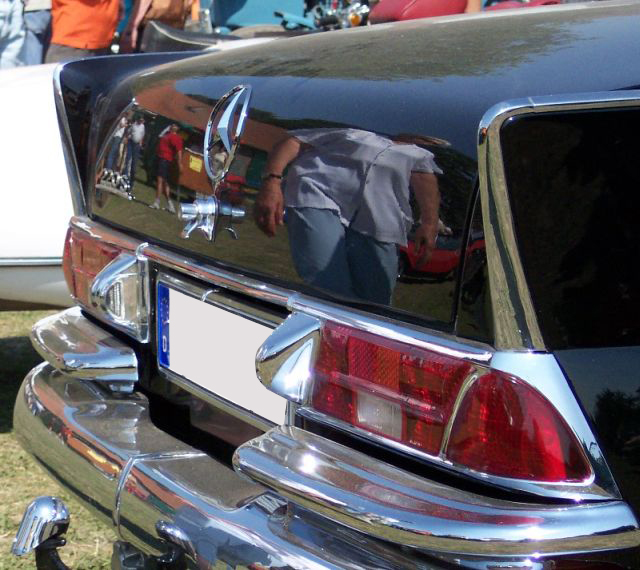
Wyróżniający szczegół: chromowane "płetwy" na błotniku

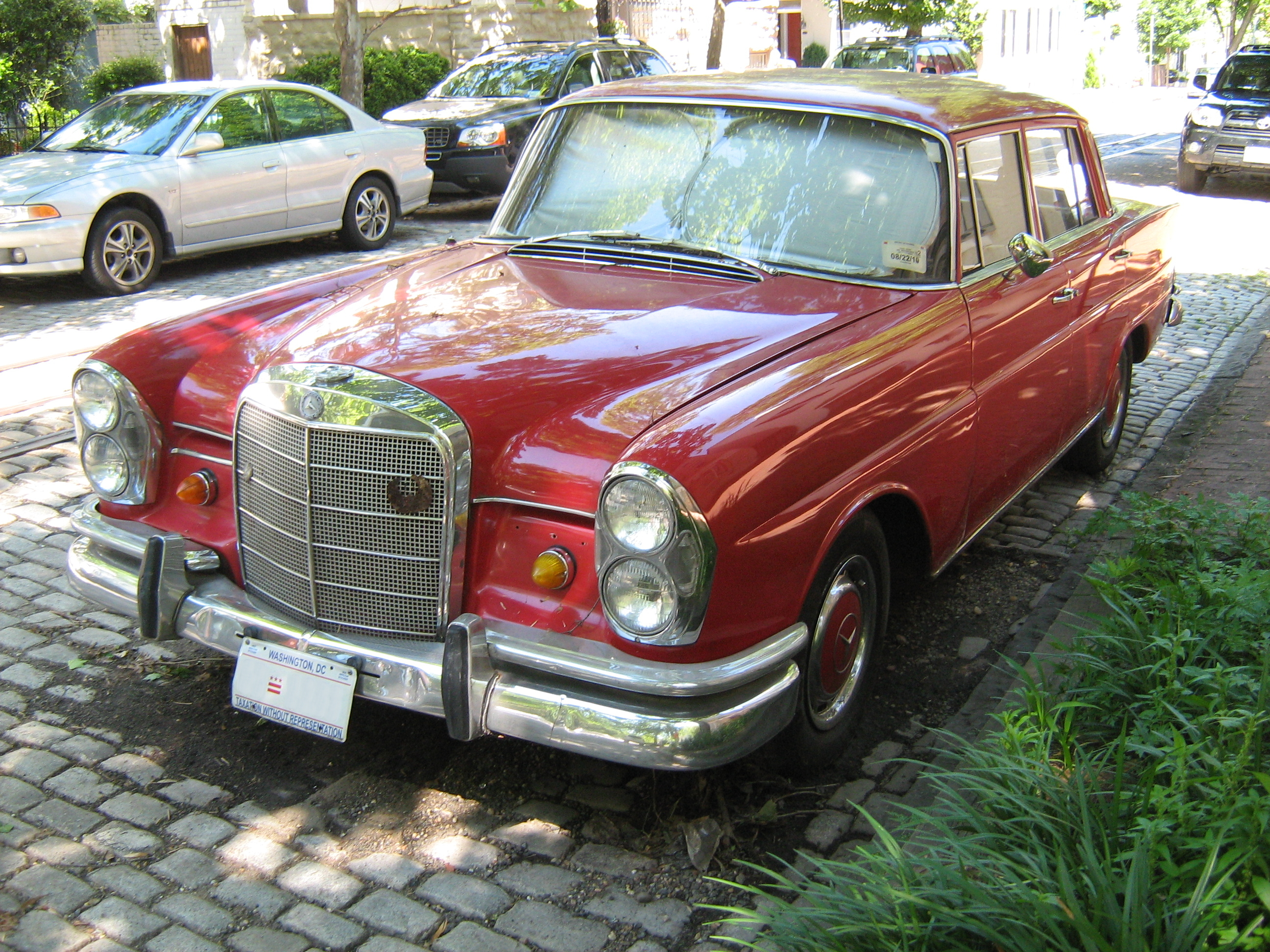
Mercedes-Benz 230S w wersji z podwójnymi reflektorami (rynek USA)

Seria W111 zastąpiła w ofercie popularnego "Pontona" (W105/W180/W128), toteż napędzana była tym samym, 6-cylindrowym  silnikiem (typ M180/M127). Seria W112 zaś uchodziła za bardziej luksusową - miała mocniejszy, również 6-cylindrowy silnik, przedłużone o 10 cm nadwozie oraz była standardowo wyposażona w pneumatyczne zawieszenie. Modele o kodzie W110 natomiast były adresowane do uboższej klienteli - napędzały je silniki 4-cylindrowe (w tym również diesle), nadwozie pozbawione było wielu chromowanych wykończeń.
Wspólną cechą wszystkich trzech modeli były charakterystyczne zakończenia kantów klapy bagażnika. Niemcy nazwali ten zabieg stylistyczny Heckflosse (niem. heck - tył, Flosse - płetwa), anglicy zaś - Fintail (ang. tail - tył, fin - płetwa). Owe "płetwy z tyłu", zaprojektowane przez zespół Karla Wilferta, nawiązywały do stylistyki ówczesnych amerykańskich krążowników (m.in. Cadillac Eldorado, Buick Le Sabre). Miało to ułatwić modelom Mercedesa debiut w USA.
W111, choć nie był konstrukcją całkiem nową (zawieszenie i silnik "odziedziczone" po "Pontonie"), zawierał kilka innowacyjnych rozwiązań. Najważniejszym z nich były strefy kontrolowanego zgniotu, które w razie wypadku pochłaniały energię, pozwalając tym samym zachować sztywność kabinie pasażerskiej.

## Sedan

### Seria I (1959-1965)
W 1959 do produkcji wdrożono:
- 220b
- 220Sb
- 220SEb

Litera "b" w nazewnictwie modeli W111 pierwszej serii nawiązuje do litery "a" figurującej w nazwach (niektórych) modeli poprzednika - "Pontona". Przez ówczesnych inżynierów Mercedesa, W111 nazywany był po prostu "Pontonem B". Litera istniała jednak tylko formalnie - nigdy nie widniała obok emblematów na klapie bagażnika (tam tylko: 220, 220S lub 220SE).
Wszystkie trzy modele napędzane były rzędowym, 6-cylindrowym silnikiem benzynowym o pojemności 2195 cm³, przy czym różniły się układem zasilania w paliwo - 220 i 220S wyposażone były w dwa gaźniki Solexa (typ M180), 220SE zaś - w pompę wtryskową Boscha (typ M127). Standardowo silniki sprzężone były z manualną skrzynią biegów. W modelach 220S/SE za dopłatą dostępny był czterobiegowy automat.
Wersje różniły się od siebie wyposażeniem standardowym i wyglądem zewnętrznym. 220 stanowił najuboższy wariant. Od swoich "bogatszych" braci różnił się m.in.:
- kołpakami (pozbawionymi ozdobnego, chromowanego rantu z dwunastoma otworami);
- pasem przednim (dokładniej, przestrzenią między grillem a światłami, ozdobioną nie dwoma, jak w 220S/SE, lecz jednym poziomym, chromowanym paskiem);
- "płetwami" (ich pozioma część jest pozbawiona chromowanej listwy, obecnej w 220S/SE);
- tylnymi światłami (mniejsze, inaczej ukształtowane, niż w 220S/SE);
- zderzakami (pojedyncze, podczas gdy w 220S/SE – podwójne).

W 1963 W111 przeszedł kilka drobnych zmian. Były to m.in.:
- nowe umiejscowienie lusterka bocznego (na drzwiach, a nie, jak dotąd, na lewym błotniku);
- nowy kształt świateł w modelu 220 (wygładzona powierzchnia).

Wytwarzanie pierwszej serii W111 zakończono w 1965. Wyprodukowano prawie 297 000 egzemplarzy. W 1960 roku w USA Mercedes-Benz 220S kosztował od 4283 dolarów.

### Seria II (1965-1968)
W 1965 na rynku pojawił się następca W111 – Mercedes-Benz W108, toteż zredukowano paletę niemodnych już Heckflossów do jednego modelu  230S.
Oprócz silnika oraz kilku detali stylistycznych, nie różnił się on od 220S.
230S napędzany był motorem o większej, niż w 220S, pojemności skokowej i innym układzie zasilania w paliwo - dwa gaźniki Zenith (nadal jednak - typ M180). Dyskretne zmiany w nadwoziu to:
- więcej chromowanych ozdób w tylnej części nadwozia (przy światłach, na słupkach C);
- nowy kształt lamp tylnych.

W ciągu trzech lat produkcji, fabrykę w Sindelfingen opuściło ponad 41 000 sztuk 230S, przy czym w ostatnim roku wytwarzania - tylko 80.

## Coupe i kabriolet

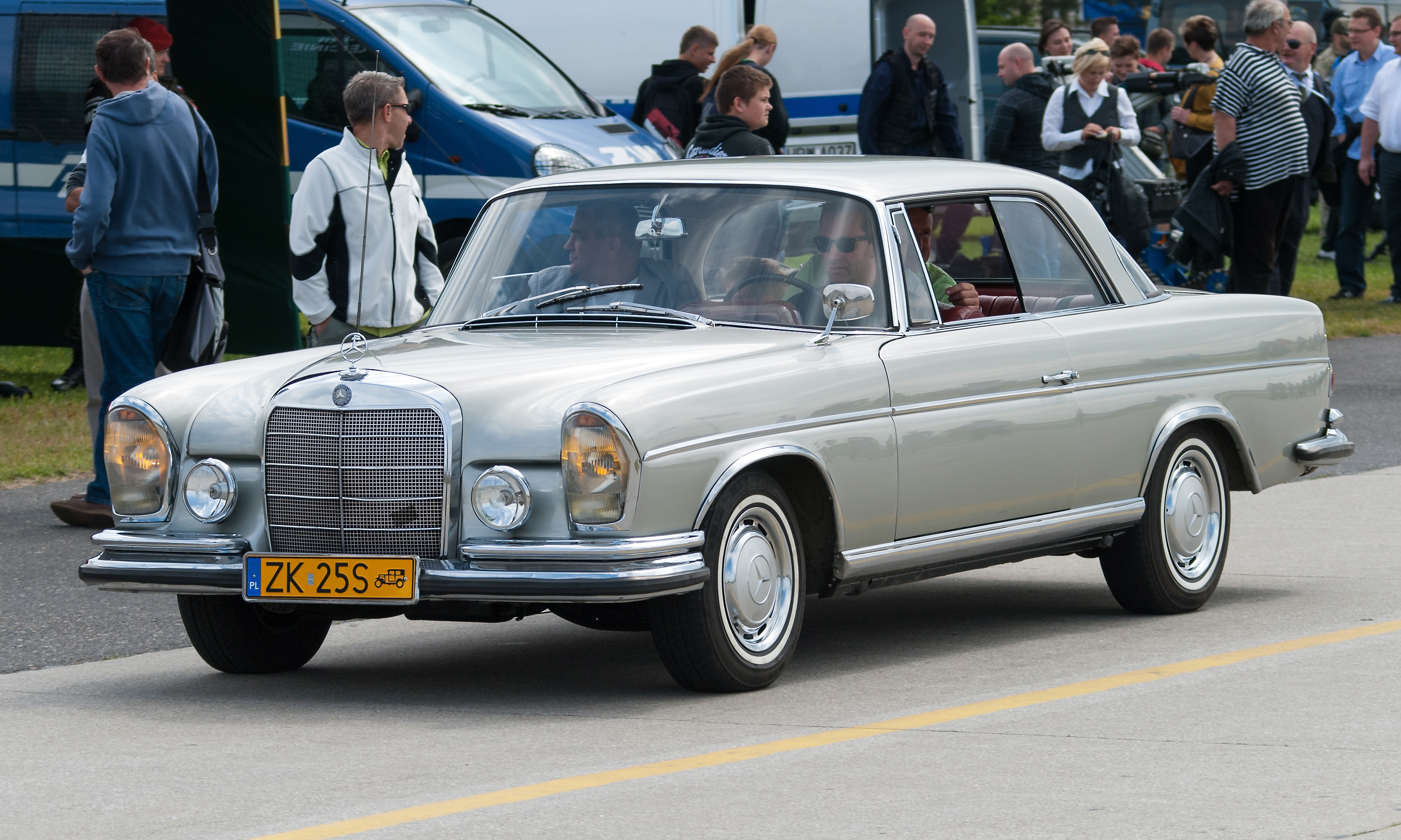
Mercedes-Benz W111C coupe

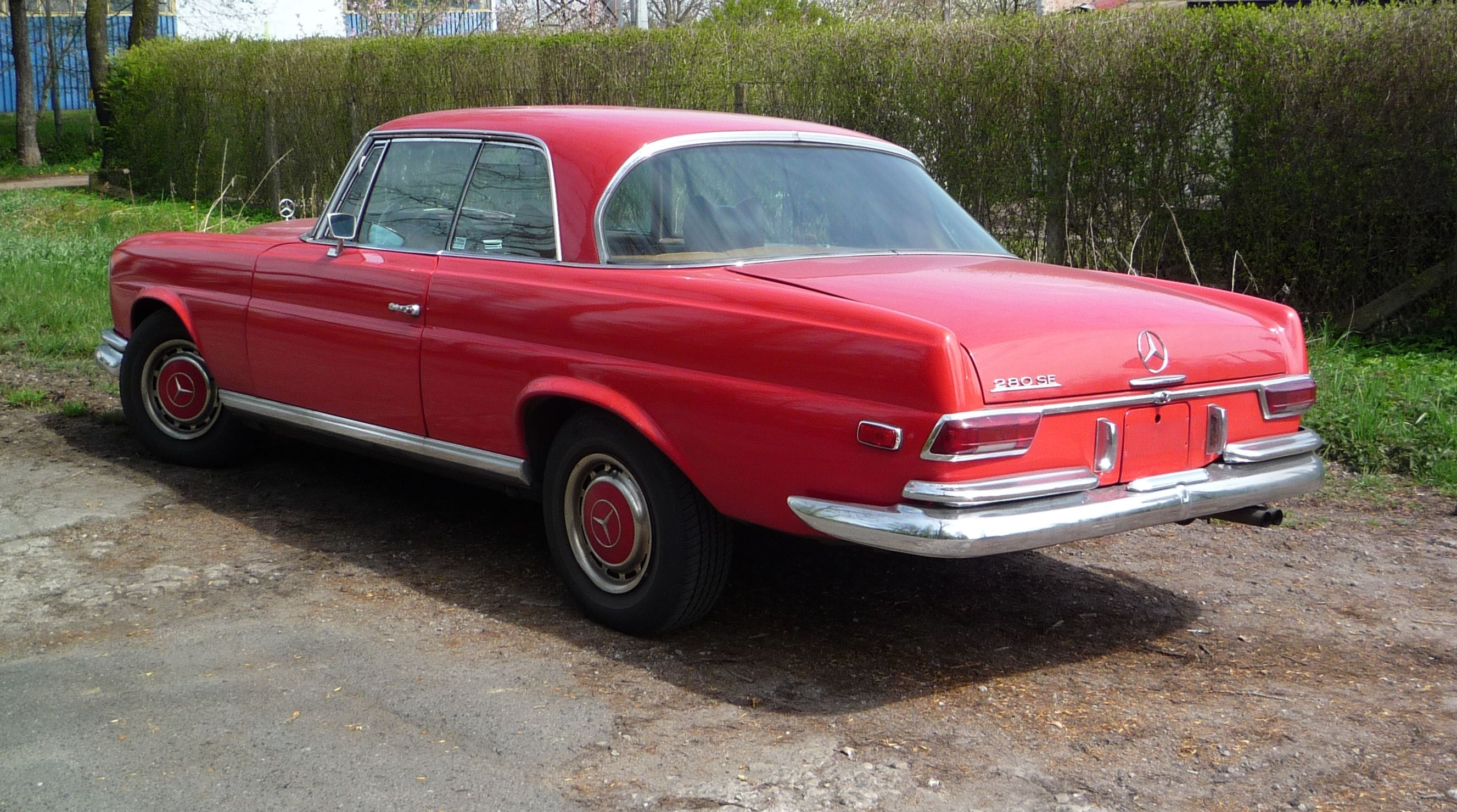
Mercedes-Benz W111C 280 SE coupe - tył pojazdu

Oprócz sedanów, w serii W111 i W112 produkowane były także bardziej ekskluzywne czteromiejscowe coupé i kabriolety, począwszy od 220 SEb/C z 1961 roku. Od 1965 roku wprowadzono model 250 SE Coupé z silnikiem 2,5 l M129 o mocy 150 KM z sedanów serii W108, a od 1967 roku 280 SE Coupé z  silnikiem 2,8 l M130 o mocy 160 KM. Odpowiednikiem serii W112 był 300 SE.
Coupé i kabriolety serii W111 przetrwały w produkcji dłużej, niż sedany – do 1971 roku, przy braku analogicznych modeli serii W108. W 1969 roku wprowadzono podany liftingowi model 280 SE 3.5 z 3,5-litrowym silnikiem V8 M116 o mocy 200 KM. Również od listopada 1969 roku poddano liftingowi samochody z silnikiem sześciocylindrowym, które miały bardziej płaską maskę i niższą osłonę chłodnicy.
Kabriolet 280 SE 3.5 jest obecnie jednym z najbardziej poszukiwanych i drogich modeli Mercedesa – w USA w 2021 roku cena samochodu w stanie jezdnym wynosiła ok. 109 tysięcy, a w doskonałym 323 tysiące dolarów, natomiast ceny 280 SE 3.5 coupé wynosiły odpowiednio od 23 do 106 tysięcy dolarów, a kabrioletów sześciocylindrowych 280 SE od 63 do 190 tysięcy dolarów.

## W kulturze popularnej
Model Mercedes-Benz W111 230S był wykorzystany przez Stanisława Bareję w serialu Zmiennicy, w odcinku 12. „Obywatel Monte Christo”.